# Briquetia denudata
Briquetia denudata är en malvaväxtart som först beskrevs av Christian Gottfried Daniel Nees von Esenbeck och Mart., och fick sitt nu gällande namn av Chod. och Hassl.. Briquetia denudata ingår i släktet Briquetia och familjen malvaväxter. Inga underarter finns listade i Catalogue of Life.